# Мохаммед, Халиль
Хали́ль Икба́л Моха́ммед (англ. Khaleel(ul) Iqbal Mohammed; 1955, Гайана — 2022) — американский исламовед. Профессор кафедры религиоведения Университета штата Калифорния в Сан-Диего, директор Центра исламоведения и арабистики Университета штата Калифорния в Сан-Диего. Один из авторов «Энциклопедии любви в религиях мира» (англ. Encyclopedia of Love in World Religions) и «Блэквеллской энциклопедии Корана» (англ. Blackwell Encyclopedia of the Qur’an).

## Биография
В 1976 году получил бакалавра гуманитарных наук по религиоведению и психологии в Межамериканском университете, в 1988 году бакалавра гуманитарных наук в области исламского права в Исламском университете имама Мухаммада ибн Сауда, в 1997 году магистра гуманитарных наук по истории и философии религии в Университете Конкордия, защитив диссертацию по теме «Иудейское и христианское влияние на эсхатологические образы Сахих Муслим» (англ. The Jewish and Christian Influences on the Eschatological Imagery of Sahih Muslim), и в 2001 году доктора философии по исламскому праву в Макгиллском университете, защитив диссертацию по теме «Развитие архетипа: исследование традиций Шурайх» (англ. Development of an Archetype: Studies in the Shurayh Traditions).
В 1985—1988 годах — преподаватель в Центре арабского языка Исламском университете имама Мухаммада ибн Сауда, в 1985—1988 годах — преподаватель английского языка в Исламском университете имама Мухаммада ибн Сауда.
В 1998 году — приглашённый профессор суннитского богословия в хаузе в Дамаске.
В 1999 году — приглашённый профессор кафедры религиоведения Университета Саны.
В 2000—2001 годах — преподаватель арабского языка в Институте исламоведения Макгиллского университета.
В 2001—2003 годах — постдокторант Крафта — Хиата и преподаватель исламоведения кафедры ближневосточных исследований и иудаики Брандейского университета.
В 2002—2003 годах — приглашённый профессор коранистики Еврейского колледжа.
В 2003—2006 годах — ассистент-профессор кафедры религиоведения Университета штата Калифорния в Сан-Диего.
С 2006 года — профессор кафедры религиоведения Университета штата Калифорния в Сан-Диего.
Член Американской академии религии, Американского востоковедческого общества, Западной ассоциации иудаики (англ. Western Jewish Studies Association), Общества научного изучения религии, Северо-Американской ассоциации ближневосточных исследований.
Женат, отец трёх дочерей Зайнаб, Сафия и Ханна.

## Научная деятельность
Специализируется на исламоведении, исламском праве (классическое и современное) и сравнительном религиоведении. Его исследовательские интересы также включают арабистику, иудейские / христианские / исламские столкновения, толкование Корана (классическое и современное), хадисы, гендерные / половые вопросы и сексуальность в исламе, исламистский терроризм, антисемитизм в исламе, арабо-израильские отношения и реформирование ислама. Он является сторонником межконфессионального брака (между женщинами-мусульманками и мужчинами-немусульманами) без традиционно требуемого обращения в ислам супруга-немусульманина и является зарегистрированным бракосочетателем.
Мохаммед преподаёт курсы по мировым религиям, Корану, религиозному насилию и ненасилию, сексу и гендерным вопросам в исламе и авраамическим религиям. 
Мохаммед давал показания в качестве свидетеля-эксперта обвинения по делам, связанным терроризмом.

## Научные труды

### Монографии
- “Coming to Terms with the Qur’an” Co-edited with Andrew Rippin[англ.]. Islamic Publications International, April 2008.
- "David in the Muslim Tradition: A study of the Bathsheba Affair" Lexington Press, 2014.
- "Introduction to World Religions," Polymath Learning, 2014.
- "Islam and Violence," Cambridge University Press, 2019.

### Энциклопедии
- “Divorce” // Encyclopedia of Love in World Religions. / Ed. Yudit Kornberg Greenberg. ABC-CLIO, November 2007, 1: 171-2.
- “Fatherhood” // Encyclopedia of Love in World Religions. / Ed. Yudit Kornberg Greenberg. ABC-CLIO, November 2007, 1: 198-9.
- “Marriage” // Encyclopedia of Love in World Religions. / Ed. Yudit Kornberg Greenberg. ABC-CLIO, November 2007, 2:396-7.
- “Motherhood” // Encyclopedia of Love in World Religions. / Ed. Yudit Kornberg Greenberg. ABC-CLIO, November 2007, 2:424-5.
- “Qur’an” // Encyclopedia of Love in World Religions. / Ed. Yudit Kornberg Greenberg. ABC-CLIO, November 2007, 2:493-5.
- “Sex, Sexuality and Family the Qur’an,” // Blackwell Encyclopedia of the Qur’an. Ed. Andrew Rippin. November 2006.

### Статьи
- Abu Yousuf alCorentini. “The Concept of Abrogation in the Qur’an.” // Journal of Religion and Culture (10) 1996, Concordia University: 63-76.
- “Abraham Geiger and Heinrich Graetz: A Comparison of their Different Perspectives on Jewish History,” // Journal of Religion and Culture (11) 1997, Concordia University: 141-160.
- Demonizing the Jew: Examining the Antichrist Traditions in the Sahihayn.” // Journal of Religion and Culture (12) 1998, Concordia University: 151-164. (Kadir Baksh)
- “Probing the Identity of the Sacrificial Son in the Qur’an,” // Journal of Religion and Culture (13), 1999, Concordia University: 125-138.
- “The Foundations of the Muslim Prayer.” // Medieval Encounters (5), March 1999, E.J.Brill: 17-28
- “Islam and Human Rights,” // Religion and Human Rights / ed. Adam Seligman. Interreligious Center on Public Life, Hollis Publishing. 2004: 55-68.
- “Revisiting Tyan on the issue of the Early Islamic Judicature” // Islamic Studies, Autumn 2004 (3): 447-455.
- “Muslim Exegesis, the Hadith and the Jews” // Judaism, #209/210 (53) Winter-Spring 2004: 3-11.
- “A Muslim Perspective on Human Rights,” // Social Science and Modern Society (Volume 41, #2), January/February 2004: 29-35.
- “The Islamic Law Maxims” // Islamic Studies, Summer 2005 (2):191-208.
- “Zionism, the Qur’an and the Hadith,” // Judaism, #213/214 (54), Winter-Spring 2005:79-93.
- “Assessing English Translations of the Qur’an,” // Middle East Quarterly[англ.], Spring 2005, Volume XII (2): 59-72.
- “Prologue,” // Irshad Manji. The Trouble With Islam Today. New York: St. Martin’s Griffin, 2005: ix-xi.
- “The Islamic Law Maxims” // Occasional Papers (#62), Islamic Research Institute, International Islamic University, Karachi, Pakistan. May 2006.
- “Foreword” // Daniel Peterson[англ.]. Muhammad, Prophet of God. New York: Eerdmans, 2007
- “Why End Fundamentalism” // Kasarinlan (University of Philippines), Volume 22(2) 2007:124-8.
- “The Art of Heeding” // Journal of Ecumenical Studies[англ.], Volume 43:2, Spring 2008: 75-86.
- “The Identity of the Qur’an’s Ahl al-Dhikr,” // Coming to Terms with the Qur’an. Ed. by Andrew Rippin and Khaleel Mohammed. Islamic Publications International, April 2008, 33-46.
- “The Art of Heeding” // Interfaith Dialogue at the Grass Roots ed. Rebecca Kratz-Mays. Ecumentical Press, PA., July 2008. 75-86.
- “The Case of the Overlooked Fatwa”, Inter-Civilizational Dialogue: Insight from Azerbaijan Conference Papers, Baku, November 11-12, 2009. Government Publications Division, Azerbaijan.
- “Wissenschaft des Judentums as a paradigm for New Muslim Approaches to the Study of islam” // American Journal of Islamic Social Sciences. Vol.28 (2), Spring 2011:143-59.
- “The Case of the Overlooked Fatwa”. // Journal of Ecumenical Studies[англ.]. Volumr 46(3), Summer 2011, 378-88.
- “Dialogical Interaction or Post-Honor Confrontation” // Trialogue and Terror, Judaism, Christianity and Islam after 9/11. Ed. Alan Berger. Eugene, OR: Cascade Books, 2012: 166-184
- “When Certainty Becomes Immaterial” // Encountering the Stranger: A Jewish, Christian, Muslim Trialogue, ed. Leonard Grob and John Roth. Seattle and London, University of Washington Press[англ.], 2012: 232-244.
- “Between Creed and Qur n: I mah in Light of Q48:1, 2” // American Journal of Islamic Social Sciences. Volume 29 (2), Spring 2012: 112-28.

### Рецензии
- “In Ishmael’s House” by Sir Martin Gilbert. // Forthcoming: Journal of World History 23:1 (March 2012)
- “The Jew is not my Enemy” by Tarek Fateh. // Journal for the Study of Anti-Semitism[англ.], 3(1), July 2011. Forthcoming.
- “Islam and the Everyday World” Ed. Sohrab Behdad and Farhad Nomani. // Middle East Quarterly[англ.]. XV (3) Summer 2008: 87-8.
- “Journey into Islam” by Akbar Ahmed. // Islamic Studies. Autumn 2007 (46): 457-61.
- “The Jihad next Door” by Dina Temple-Raston. // The San Diego Union-Tribune[англ.], Section E5, September 16, 2007, (E5)
- “Journey into Islam” by Akbar Ahmed. // Toronto Star, Section AA2. June 30, 2007.
- “Muslims and Others in Early Islamic Society” ed. Robert Hoyland. // Middle Eastern Studies Bulletin, 39 (2), December 2005: 204-206.
- “Sarajevo Rose,” by Stephen Schwartz. // Islamic Studies, Summer 2005 (2):285-288.
- “Civil Democratic Islam: Partners, Resources, and Strategies,” by Cheryl Benard. // Middle East Quarterly[англ.], XII (3), Summer 2005: 89-90.
- “A New Introduction to Islam,” by Daniel Brown. // Middle Eastern Studies Bulletin, 38 (1), June 2004: 78-79.
- “An Introduction to Islam,” by David Waines. // Middle East Quarterly[англ.], XI (3), Summer 2004: 86.
- “Islam Under Siege,” by Akbar Ahmed. // Islamic Studies, Spring 2004 (1): 132-135.
- “Excellence and Precedence,” by Asma Afsaruddin. // H-Mideast-Medieval, H-Net Reviews,

2004. 
- 36-1/36-1EarlyIslam.htm “The Qur’an-A Contemporary Translation,” by Ahmed Ali. // Middle East Studies Association Bulletin, Volume. XXXVI (1) Summer 2002: 47.
- “The Koran: A Very Short Introduction,” by Michael Cook. // H-Mideast-Medieval, H-Net Reviews, February 2003.

### Переводы
- World of Our Youth. Translation of Husayn Fadlallah’s Duniya al-Shabab. Montreal, Damascus and Beirut: Organization for Advancement of Islamic Knowledge, Montreal, 1998.
- “Al-Rida's Argumentation Against the Leaders of the People of the Book, the Magians, the Sabeans and Others (excerpted from Al-Istibsar). Translated as chapter for Theology of Shi‘ism: A Debate Between Imam Ali Rida and People of Other Beliefs. Ed. By Saeed Argomand. Global Publications, State University of New York, Binghamton, 1999.